# 満開!ピープルテレビ
『満開!ピープルテレビ』（まんかい ピープルテレビ）は、1987年10月13日から同年12月22日までテレビ朝日系列局（一部を除く）で放送されていたバラエティ番組である。朝日放送と吉本興業の共同製作。放送時間は毎週火曜 21:00 - 21:54 （日本標準時）。

## 概要
当初は3部構成の番組で、桂三枝（後の六代桂文枝）の担当コーナー、横山やすしの担当コーナー、西川きよしの担当コーナーの3つに分かれていたが、後に三枝の担当コーナーとやすし・きよしの担当コーナーによる2部構成になった。
放送初回には、記念企画としてやすし・きよしの漫才と三枝の創作落語のステージを放送。当時朝日放送本社内にあったABCホールでの公開収録で、野沢直子と西川弘志が司会を務めていた。

## コーナー
三枝の嫁入り前はワシの物
結婚前の女性とその父親を対象にしたクイズ・ゲームコーナーで、毎回3組の父娘が出場。桂三枝と野沢直子が司会を務めていた。また、福井敏雄が出場者の紹介ナレーションを担当していた。
最終ゲームのパターゴルフで勝利した出場者にはハワイ旅行をプレゼントしていた。ハワイ旅行決定時のファンファーレは、同じく朝日放送製作の『ABOBAゲーム』で優勝決定時に使われていたものだった。
やっさんの愛の子供劇場
横山やすしが子供たちに絵本を読み聞かせる朗読コーナー。子供たちへの読み聞かせはできたものの、エンディングで子供たちが騒ぎ出すなどのハプニングも多かった。
後に「恋の人間ルーレット」のコーナーへ統合されたために廃止。
きよしの恋の人間ルーレット
西川きよし・弘志親子が司会を務めていた恋愛バラエティコーナーで、毎回男性2人と女性7人が出場していた。
電動で回るカジノ風のルーレット盤の前に7人の女性がおり、男性はカゴ型のボールに入ってルーレット盤の中に投げ入れられる。そして弘志がルーレットのストップボタンを押してルーレットを止め、止まったボールの前の女性に告白。そして成立か不成立かを決めるスイッチを押し、成功すればカップル成立とされた。不成立の場合には罰ゲームとしてカゴ型ボールに入れられ、晒し者としてスタジオの外で公開された。告白成功時のデートの行き先を決めるパネルは3つあり、そのうちの1つには「たこ焼き屋の屋台でデート」が用意されているのが恒例だった。
後に「やすし・きよしの恋の人間ルーレット」と題してリニューアルし、やすしも司会に加わった。出場者も男性3人と女性5人になり、予選で勝てばルーレットに挑戦できるルールに変更された。また、チンピラ風のやすし人形が設定され、弘志も目隠しをしてルーレットを止め、やすし人形にボールが止まると即失格となり、罰ゲームで晒し者になるルールも追加された。